# Speed Freak Killers

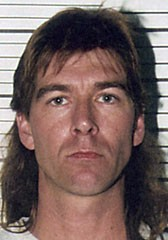
Photographie de Loren Herzog

Speed Freak Killers est le surnom donné au duo de tueurs en série américains Wesley Shermantine (né le 24 février 1966) et Loren Herzog (8 décembre 1965 - 16 janvier 2012), reconnu coupable de quatre assassinats – dont trois conjointement – et suspecté d'être responsable de la mort d'au moins soixante-douze personnes, dans et autour du comté de San Joaquin (Californie), sur une période de quinze ans, s'étendant entre 1984 et 1999.
Les deux hommes ont reçu le surnom de Speed Freak Killers (les « monstres-tueurs sous speed ») en raison de leur consommation excessive de méthamphétamine. En mai 2001, Shermantine est condamné à mort et, en décembre la même année, Herzog, reconnu coupable de trois meurtres avec préméditation (« 1st-degree murders »), est condamné à soixante-dix-huit ans de prison, mais, à la suite d'une procédure remettant en question les interrogatoires dont il a été l'objet, la peine de ce dernier est annulée en 2004 et il est mis en liberté conditionnelle en 2010 ; il se suicide par pendaison en 2012.
Des restes humains, découverts en 2012 au fond d'un puits abandonné, ont formellement été liés aux meurtres des Speed Freak Killers.

## Condamnations
Herzog et Shermantine ont été arrêtés par le Département du shérif du comté de San Joaquin et accusés d'une série de meurtres en mars 1999. Shermantine, était soupçonné d'en être l'auteur depuis plusieurs mois, Herzog, son ami de longue date l'avait impliqué au cours d'un interrogatoire. Le sang de Cyndi Vanderheiden de Clements (en), une jeune femme de vingt-cinq ans, avait été retrouvé dans sa voiture. Elle avait disparu après avoir quitté Herzog et Shermantine une nuit de 1998. Amis d'enfance, le duo a grandi dans la ville et était habitué au bar du père de Cyndi à Linden.
Herzog a également indiqué comment en 1994, dans l'Utah, Shermantine avait abattu un chasseur rencontré alors qu'ils étaient « en vacances ». La police de l'Utah confirmera que le chasseur a bien été abattu et que son assassinat était encore classé comme non résolu. Herzog a également déclaré que Shermantine était responsable de la mort d'Henry Howell, un homme retrouvé sur le bord d'une route avec ses dents et la tête défoncée; Herzog indiqua que lui et Shermantine l'avaient passé à tabac et abattu au fusil de chasse après lui avoir volé son argent. En outre, Herzog a donné des détails spécifiques sur la façon dont Shermantine avait tué Robin Armtrout, une autre de ses victimes.
En 2001, un jury a déclaré Shermantine coupable de quatre meurtres : ceux de Cyndi Vanderheiden, Howard King et Paul Cavanaugh - chacun abattu dans leur voiture en 1984, et de Chevelle "Chevy" Wheeler une jeune fille de 16 ans qui avait disparu en 1985 de la Franklin High School à Stockton après avoir dit à ses amis qu'elle quittait l'école pour aller avec Shermantine à la cabane de sa famille à San Andreas. Shermantine a été condamné à mort et est depuis dans le couloir de la mort de la prison d'État de San Quentin.
Herzog a, quant à lui, été accusé du meurtre de Cyndi Vanderheiden, d'Howard King, de Paul Cavanaugh et de Robin Armtrout. Il a aussi été accusé d'être impliqué dans l'assassinat de Henry Howell. Il a été déclaré non coupable de complicité de l'assassinat de Howell et a été acquitté de l'assassinat de Armtrout, mais a été reconnu coupable de l'assassinat au premier degré de Cyndi Vanderheiden, Howard King et Paul Cavanaugh. Il a été condamné à une peine de 78 ans. La peine a ensuite été réduite à 14 ans. Une cour d'appel a annulé les condamnations pour meurtre au premier degré après avoir statué que la confession de Herzog avait été obtenue sous la contrainte. Herzog a été libéré sur parole en 2010. Il s'est suicidé par pendaison en janvier 2012 à proximité de la prison d'État de High Desert à Susanville. Un chasseur de primes Leonard Padilla avait été informé que Shermantine avait l'intention de divulguer l'emplacement d'un puits et deux autres endroits où lui et Herzog avaient enterré d'autres victimes potentielles.

## Kimberly Ann Billy et Joann Hobson
En Février 2012, agissant sur les instructions de Shermantine, les autorités ont trouvé plus de 300 ossements humains et des objets personnels dans un puits abandonné à Linden, en Californie. À la fin de mars 2012, les restes de deux adolescentes ont été identifiés comme étant ceux de Kimberly Ann Billy, 19 ans, disparue le 11 décembre 1984 et ceux de Joann Hobson, 16 ans, disparue le 29 août 1985. Les restes d'une autre personne et d'un fœtus non identifié ont été trouvés dans le puits.